# Clodoveu IV
Clodoveu IV (llatí: Chlodoveus; francès: Clovis) va ser rei dels francs del 691 fins a la seva mort quatre anys després.
Fill de Teodoric III, va accedir al tron amb nou anys, i durant els quatre anys que va durar el seu breu regne va ser tan sols un instrument a mans de Pipí d'Héristal, el majordom de palau d'Austràsia, Nèustria i Borgonya.
El seu regnat va ser inconseqüent i és un dels reis merovingis coneguts com a "reis mandrosos". Va morir el 695 i fou succeït pel seu germà petit Khildebert.